# 新上海庙
新上海庙，位于内蒙古自治区鄂尔多斯市鄂托克前旗上海庙镇，是一座藏传佛教格鲁派寺院。

## 简介
新上海庙位于上海庙镇，始建于1912年。
2013年，鄂托克前旗民族宗教事务局完成了新上海庙注册为宗教活动场所的审批工作。到2014年底，新上海庙修缮工程设计图已完成，正在募集资金准备开工建设。